# Eois expeurgata
Eois expeurgata là một loài bướm đêm trong họ Geometridae.